# Una lacrima sul viso
"Una lacrima sul viso" is een single van de Italiaanse zanger Bobby Solo. Met dit nummer nam hij in 1964 deel aan het Festival van San Remo. Hij won niet maar het lied werd wel een internationale hit.

## Hitnotering
| Una lacrima sul viso | Una lacrima sul viso  | Una lacrima sul viso | Una lacrima sul viso | Una lacrima sul viso |
| Hitlijst             | Datum van binnenkomst | Week:                | 1                    |                      |
| -------------------- | --------------------- | -------------------- | -------------------- | -------------------- |
| Nederlandse Top 40   | 02-01-1965            | Positie:             | 34                   | uit                  |